# 山田三七郎
山田 三七郎（やまだ さんしちろう、1871年（明治4年）7月14日 - 1932年（昭和7年）5月25日）は日本の教育者。愛知県愛知郡豊明村出身。刈谷藩藩士の子。クリスチャン。教育者。バプテスト教会の導きにより、角倉賀道の経営する愛光舎に入社。26歳で総支配人となりホルスタインの輸入、牧場経営、天然痘撲滅に奔走する。晩年は国士舘大学の創立や東亜商業学校の設立に尽力する出典；書籍「帝都紳士淑女列伝 第 3 巻14page」、「山田君碑」（中野区東光寺、阪本釤之助、記銘寄贈）

## 人物
山田三七郎は1871年（明治4年）7月14日、愛知県名古屋市に生まれる。戊辰戦争の際、刈谷藩は朝廷派、幕府派に分かれ暗殺事件が発生した。三七郎の母はこれによってお家断絶とされ養子にだされる。山田家に養子にはいったが、実母に次男がうまれる。次男出産のすぐあとに実母は産後の衰弱がひどく他界。養父は実子をことのほか可愛いがり、家督を次男に継がせた。のちに次男が病死したため家督を継ぐ。三七郎は双峰小学校卒業、愛知県立中学校卒業、愛知一中といわれる名門校を優秀な成績で卒業したため教員採用はすぐに決まった。知多郡有松小学校で教員となる。[引用:「山田君碑」（中野区東光寺）西尾豊作が詩文作成および書・阪本釤之助が題字揮毫]。教員時代に全国でおきた「大日本禁酒運動」のムーブメントは、名古屋でも熱心な啓発運動が繰り広げられた。名古屋の地元でも著名人の講演会や啓蒙運動が展開された。この運動は直接、小学校や中学校の教員へ指導も行われ、教員であった三七郎にも、こどもの飲酒や喫煙などがいかに危険なことであるかを説かれた。三七郎はこの運動と献身的に活動を続ける日本キリスト教婦人矯風会や美山貫一牧師の説法に感銘を受ける。このとき、名古屋のキリスト教会の牧師をしていた美山貫一牧師が活動の中心的立場であった。三七郎は教会の影響をうけ入信。
そののち美山牧師は東京銀座美以教会へ転勤になるが、美山は舎弟であった角倉賀道医師が、天然痘撲滅のために東京でひとり奔走しており、ワクチンの増産のための牧場を設営するため指導者を探していることを知る。1896年（明治29年）美山のすすめがあって三七郎は教員を辞任して上京。弱冠26歳にして日本最大と謳われた愛光舎牧場の全権を任される。1902年（明治35年） には名和寿々（壽々）と結婚。きっかけは教会での集いの際、角倉賀道と同じバプテスト派の信徒である旧佐賀藩士名和儀三郎を紹介され、名和の長女を奨められて結婚（義理の妹に東京芸術大学のヴァイオリニスト名和君代がいる）。明治時代は元士族、平民などの階級社会がまだ歴然と残っており、元尾張藩士の子といえども平民の身分の三七郎が士族の子女を娶ることなどは非常に珍しいことであった。
三七郎は新婚家庭の時から世田谷区赤堤の自宅において毎週のように聖書の研究会を開催、若い信者をあつめて勉強会をおこなっていた。これはクリスチャンの家庭では普通におこなわれていることで、水曜集会や金曜集会など、会食をともなうレクリエーション的な要素もあり自由な雰囲気は多くの人を惹きつけた。若い独身女性も多く集うので若い男性の参加も多かった。勉強会に参加していた橋本徹馬らは次第に国のありかたや、キリスト教的な国家観等に議論が拡大していた。教義だけで収まらず政治的な議論もそこでしばしば交わされた。橋本が講師で来ていた松村牧師に議論を吹っかけて食ってかかることが多く、松村にとって橋本らは問題児と映ったようだ。これをみて三七郎は若い論客たちに表現の機会を与えるために、政治機関紙『活青年』を創刊。桜井兵五郎、国田孝一、橋本徹馬などを招いて執筆にあたらせた。（後に「世界之日本」に改題）。
1910年（明治43年） 愛光舎 那古牧場を設置。平群村山田の鈴木久太郎宅の近くに製酪所を設けた。のち交通不便のため後に那古町に移転した（もとあった製酪所を譲り受けた平群村では製酪組合結成し、組合長に高梨雅夫（平村長）幹事に石井幸太等があたった）。

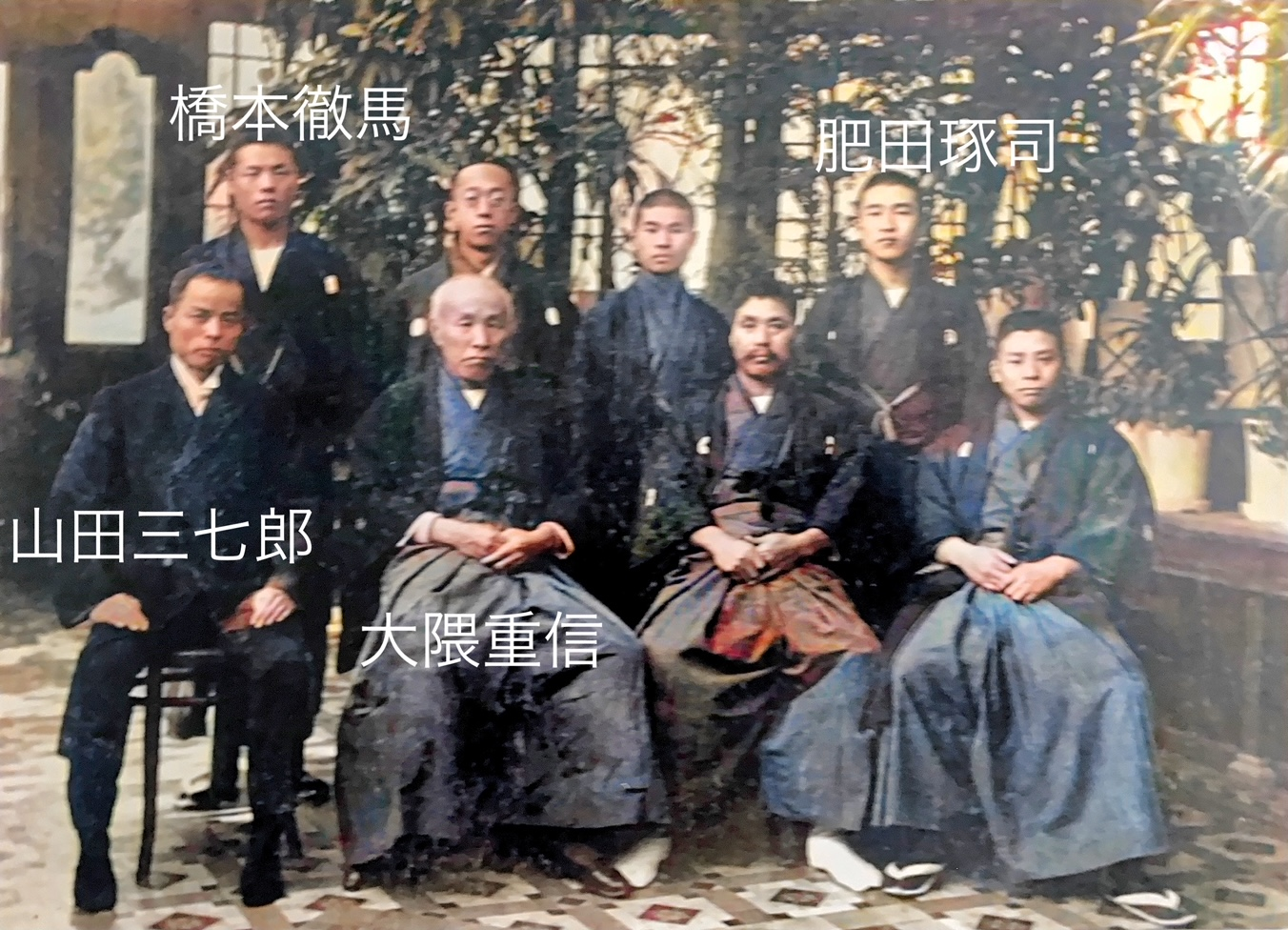
立憲青年党 結成式発表会

三七郎の舎弟である橋本らは、1912年（明治45年）政治結社立憲青年党を結党。早稲田大学雄弁会の橋本徹馬、肥田琢司 加藤勘十の立憲青年党の結成発表に大隈重信、松村介石と共に招かれる。

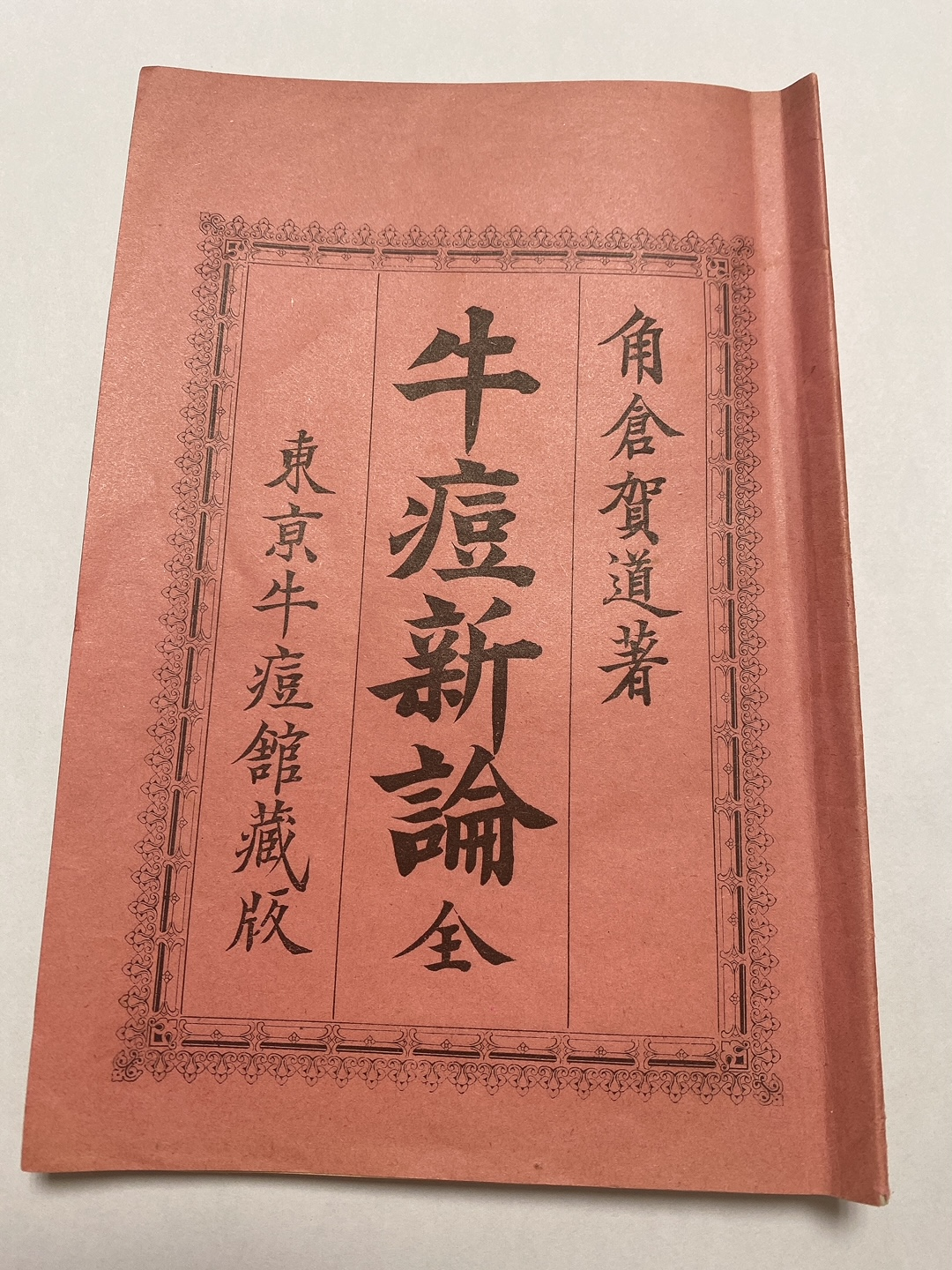
天然痘治療のための研究書
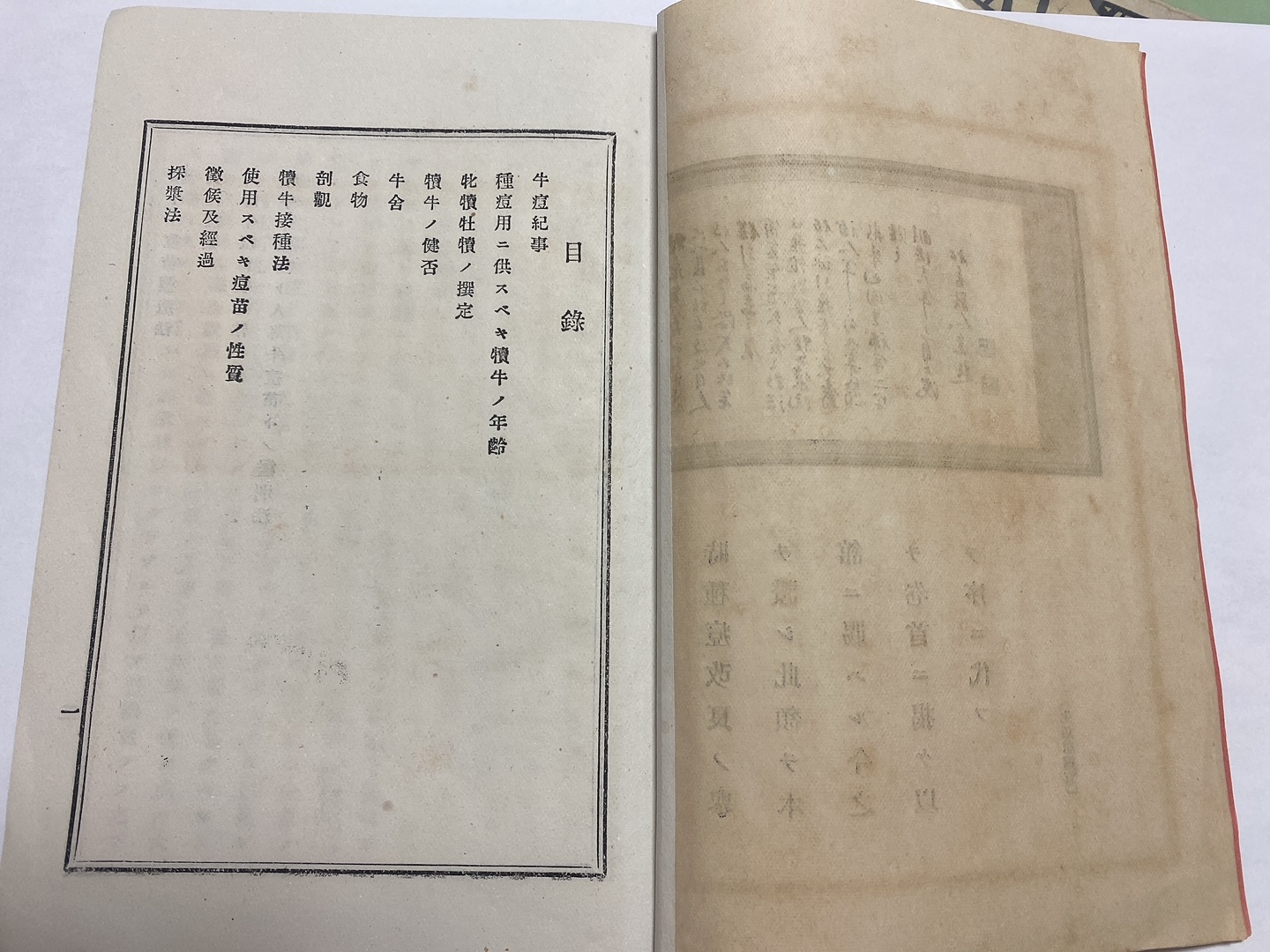
牛痘新論3-4P
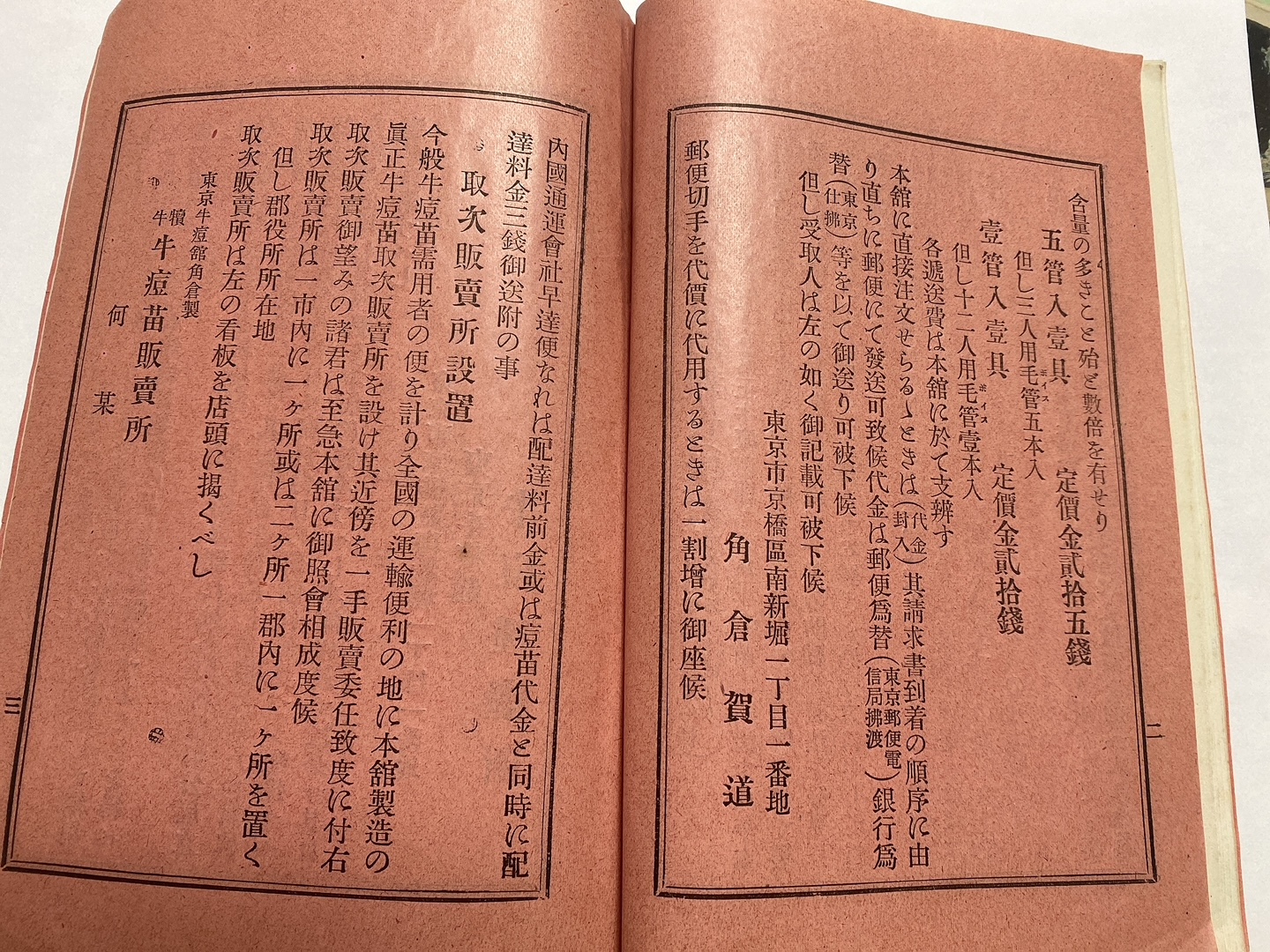
牛痘新論
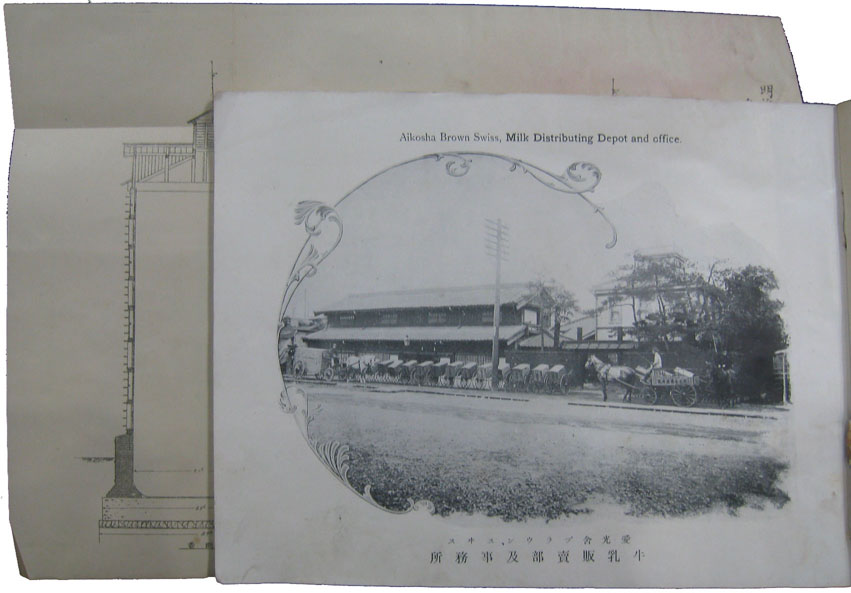
愛光舎牛乳販売所（たくさんの荷押し車がみえる）
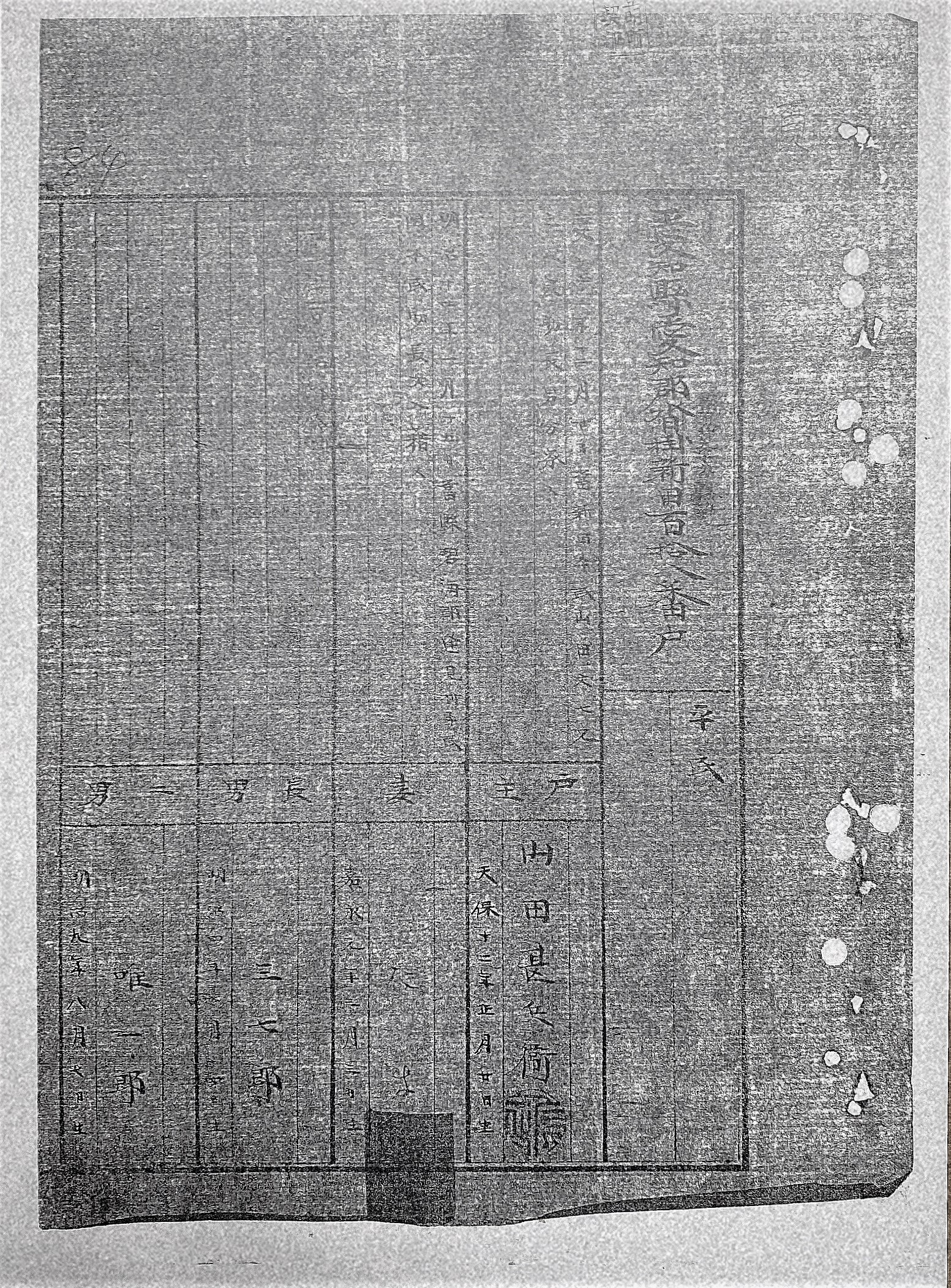
戸籍 山田三七郎

- 立憲青年党 結成式発表会

1912年（明治45年） 愛光舎那古出張所移設。平群村山田に設立された製酪所は、その後地元組合に譲られて船形町に移転し、舟形町汐切山にあった船形水産組合貯氷庫の地下を借りて製酪室となった。那古町では1,500 坪もの敷地を購入。1913年（大正2）年には那古観音山下に約2坪ずつの発酵室と貯蔵室を設置した。東京の愛光舎牧場の分場として牛舎兼住宅98坪、牛舎30坪、倉庫24坪が増設され、さらにバターの副産物である脱脂乳を利用するために子牛の育成が行われた。この牧場は後に1919（大正8）年5月、房総煉乳株式会社（のちの明治乳業）に買収され、同社館山工場となるに至る。（引用；＊日本酪農乳業史研究会）
1913年（大正2年）7月19日、愛光舎事件（不正牛乳事件）勃発。結核牛から搾乳したとの疑義をうけ、愛光舎製造の牛乳について調査が行われた。当時は法的整備も不十分であったため、400以上あった牧場や牛乳販売店をめぐり腐敗牛乳についての健康被害で、府民のクレームが絶えなかった。当局がこの時に当然目をつけたのが日本最大級の牧場である愛光舎だった。1914年（大正3年） 三七郎はこの年、18年務めた愛光舎を退社。のちに汚染牛をめぐる長期の訴訟対応に疲れたと述懐している。
1917年（大正6年）国士舘大学創設の準備委員に任じられる。国士舘大学の母体である大民団の本部員として薄田斬雲と共に機関紙編集に所属。大民団本部は東京都港区南青山六丁目に置かれた。大民団本部の2階建ての講義室では、時間割を作成し、2階では「政治論」や「哲学」などの講義が行われていた。
三七郎はかねてから同郷の友人である西尾豊作と理想的教育について論議を交わしていた。当時は漢詩や和歌などが高等教育のかなめとされていたが、西尾は観念的な基礎教育だけではない実学を中心とした教育機関の開設を思い立つ。1924年（大正13年）5月13日に東亜商業学校（甲種5年制）を東京府豊多摩郡野方村字上高田221番地（現中野区上高田）に創立。西尾豊作（愛知県出身 尾張藩能楽小鼓方 福井富有の子、西尾家の養子となる。歌人・教育者、和歌山県の田辺実業学校長など歴任）を校長兼理事として東亜商業学校を創設。ところが前年に起こった関東大震災の余波により経営困難となる。＊参考文献:東亜商業学校設立認可証（大正13年5月13日付、東京都公文書館所蔵）
1928年（昭和3年）三七郎らは、同じ東京神田区に本拠をもつ「大日本国民中学会」と懇親があり、寺本伊勢松（兵庫県出身 教育者。兵庫県の校長職・京都府視学などを経て大正元年上京し「大日本国民中学会」主事に就任。鴻巣高等学校初代校長 教育書著作多数）らと共に経営難となった東亜商業学校（甲種5年制）を再建。＊甲種実業学校卒業生は官公私立大学等上級学校への入学資格を有し普通文官にも任用された。
1932年（昭和7年）5月25日 61歳にて没。昭和9年11月に 西尾豊作と東亜商業高校の卒業生有志が顕彰碑を建立、西尾が詩文を作成執筆し「躬行実践　接人以真」と畏友の人物と業績を讃えている。また石碑の題字「山田君碑」は同郷の阪本釤之助（枢密院顧問 正四位勲一等）が揮毫した。現在石碑は中野区の東光寺に置かれている。横浜市営墓地三ツ沢墓地に永眠。

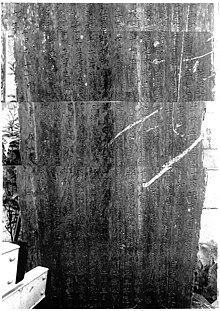
「山田君碑」中野区東光寺にある山田三七郎の顕彰碑。（西尾豊作と東亜商業学校卒業生有志が建立。詩文作成および書は西尾豊作、題字は阪本釤之助が揮毫した）

## 家族
- 子に山田功。1903年（明治36年）6月9日～1966年（昭和41年）5月25日没（東北帝大工学部卒、王子製紙 富山工場長をへて常務パルプ紙工務技術生産統括部部長代理を務めた。紙パルプ技術協会理事）晩年は王子製紙における労働争議と裁判に明け暮れ、田園調布の自宅にて亡くなる。次男に山田了介。1910年（明治43年）7月27日～没年不詳）慶応高等学校卒、日本金属工業労務部副長のち、1953年より金星工業、金星製紙の社長を務める。

- 孫に山田徹 :昭和9年10月5日生～平成2年11月17日没 （北海道釧路生まれ、県立富山高校、慶應義塾大学経済学部、ワシントン大学卒、本田技研入社、アクト・トレーディング創立メンバー、ホンダ・トレーディング副社長、神奈川県平塚市にて永眠、横浜三ッ沢墓地） 徹の妻中井洋子は奈良県生駒市出身の画家、親族に洋子の兄、中井進（慶應大学卒 元サントリー常務取締役東北支社長,㈱祭原 代表取締役社長）、弟に中井勝（慶應大学卒 作家、元文藝春秋編集長 直木賞選考委員）がいる。

## 関係のあった人々
- 宇都宮千太郎 1866年（慶応2）大分生まれ 神田共立学校卒 青木周蔵の家に下宿、牛乳に出会う。エドウインダンの指導で1887年（明治20年）カリフォルニアに渡る。ヘンリー博士・キング博士の教えをうけ「札幌乳牛搾取業組合」を設立。札幌の酪農の父[引用：酪農学園草創史 62P] 雪印乳業創業者
- 出納陽一 1890年（明治23年）大分県生まれ 北海道酪農義塾創設（のちの酪農学園）東北帝大農科大卒 愛光舎に入社。山田の縁談で宇都宮千太郎の次女琴子と結婚。1921年に宇都宮千太郎は娘婿の陽一を私費でデンマークへ留学。1941年、満州拓殖公社の嘱望され開拓移民の酪農指導。戦後は佐賀酪農塾の塾長をつとめ若手の育成にあたる。酪農学園大学教授をつとめた。[引用：酪農学園草創史 74P]［出納家］
- 美山貫一
- 尾崎行雄
- 西尾豊作
- 阪本釤之助
- 寺本伊勢松
- 薄田斬雲
- 橋本徹馬
- 肥田琢司
- 加藤勘十
- 桜井兵五郎、
- 国田孝一
- 大隈重信
- 松村介石
- 團琢磨
- 頭山満
- 野田卯太郎
- 柴田徳次郎

## 参照資料
- 東北帝国大学学友会誌目録(2)　工明会誌
- 日本におけるミルクの歴史 一般社団法人Jミルク